# Lista de ministros-chefes do Estado-Maior das Forças Armadas
Esta é a lista dos ministros-chefes do Estado-Maior das Forças Armadas do Brasil.
O Estado-Maior das Forças Armadas, mais conhecido pela sigla EMFA, foi criado pelo Decreto-Lei nº 9.107, de 1 de abril de 1946, com o nome de Estado-Maior Geral, alterado para esse nome pela Lei nº 600-A, de 24 de dezembro de 1948. Era um órgão de assessoramento da presidência da república e ganhou status de Ministro de Estado através da Lei nº 5.590, de 14 de julho de 1970. 
Foi extinto por meio da Medida Provisória nº 1911-8, de 29 de julho de 1999, sendo substituído pelo Estado Maior Conjunto das Forças Armadas, desta vez subordinado diretamente ao Ministério da Defesa.
| Número  | Nome                                                                        | Início                  | Fim                     | Presidente                |
| ------- | --------------------------------------------------------------------------- | ----------------------- | ----------------------- | ------------------------- |
| 1       | Salvador César Obino, general-de-exército                                   | 8 de novembro de 1946   | 24 de dezembro de 1948  | Eurico Gaspar Dutra       |
| 1       | Salvador César Obino, general-de-exército                                   | 24 de dezembro de 1948  | 29 de janeiro de 1951   | Eurico Gaspar Dutra       |
| 2       | Pedro Aurélio de Góis Monteiro, general-de-exército                         | 15 de fevereiro de 1951 | 1 de dezembro de 1952   | Getúlio Vargas            |
| 3       | João Batista Mascarenhas de Morais, Marechal                                | 21 de janeiro de 1953   | 24 de agosto de 1954    | Getúlio Vargas            |
| 3       | João Batista Mascarenhas de Morais, Marechal                                | 24 de agosto de 1954    | 8 de setembro de 1954   | Café Filho                |
| 4       | Canrobert Pereira da Costa, general-de-exército                             | 8 de setembro de 1954   | 31 de outubro de 1955   | Café Filho                |
| 5       | Anor Teixeira dos Santos, general-de-exército                               | 17 de janeiro de 1956   | 31 de janeiro de 1956   | Nereu Ramos               |
| 5       | Anor Teixeira dos Santos, general-de-exército                               | 31 de janeiro de 1956   | 16 de outubro de 1956   | Juscelino Kubitschek      |
| 6       | Octávio Saldanha Mazza, general-de-exército                                 | 16 de outubro de 1956   | 13 de junho de 1958     | Juscelino Kubitschek      |
| 7       | Edgar Ferreira do Amaral, general-de-exército                               | 13 de junho de 1958     | 5 de janeiro de 1960    | Juscelino Kubitschek      |
| 8       | Arthur Hescket Hall, general-de-exército                                    | 5 de janeiro de 1960    | 21 de março de 1960     | Juscelino Kubitschek      |
| 9       | João Carlos Barreto, general-de-exército                                    | 21 de março de 1960     | 31 de janeiro de 1961   | Juscelino Kubitschek      |
| 9       | João Carlos Barreto, general-de-exército                                    | 31 de janeiro de 1961   | 10 de fevereiro de 1961 | Jânio Quadros             |
| 10      | Oswaldo Cordeiro de Farias, general-de-exército                             | 10 de fevereiro de 1961 | 25 de agosto de 1961    | Jânio Quadros             |
| 10      | Oswaldo Cordeiro de Farias, general-de-exército                             | 25 de agosto de 1961    | 8 de setembro de 1961   | Ranieri Mazzilli          |
| 11      | Osvaldo de Araújo Mota, general-de-exército                                 | 12 de julho de 1962     | 10 de dezembro de 1963  | João Goulart              |
| 12      | Peri Constant Bevilacqua, general-de-exército                               | 10 de dezembro de 1963  | 31 de março de 1964     | João Goulart              |
| 12      | Peri Constant Bevilacqua, general-de-exército                               | 31 de março de 1964     | 15 de abril de 1964     | Ranieri Mazzilli          |
| 12      | Peri Constant Bevilacqua, general-de-exército                               | 15 de abril de 1964     | 15 de fevereiro de 1965 | Castelo Branco            |
| 13      | Luiz Teixeira Martini, almirante-de-esquadra                                | 15 de fevereiro de 1965 | 1 de abril de 1966      | Castelo Branco            |
| 14      | Nélson Freire Lavanère-Wanderley, tenente-brigadeiro                        | 1 de abril de 1966      | 15 de março de 1967     | Castelo Branco            |
| 14      | Nélson Freire Lavanère-Wanderley, tenente-brigadeiro                        | 15 de março de 1967     | 11 de março de 1968     | Costa e Silva             |
| 15      | Orlando Geisel, general-de-exército                                         | 11 de março de 1968     | 31 de agosto de 1969    | Costa e Silva             |
| 15      | Orlando Geisel, general-de-exército                                         | 31 de agosto de 1969    | 30 de outubro de 1969   | Junta militar de 1969     |
| 16      | Murillo Vasco do Valle e Silva, almirante-de-esquadra                       | 30 de outubro de 1969   | 17 de setembro de 1971  | Emílio Garrastazu Médici  |
| 17      | Idálio Sardenberg, general-de-exército                                      | 29 de setembro de 1971  | 2 de maio de 1972       | Emílio Garrastazu Médici  |
| 18      | Arthur Duarte Candal Fonseca, general-de-exército                           | 2 de maio de 1972       | 2 de janeiro de 1974    | Emílio Garrastazu Médici  |
| 19      | Humberto de Sousa Melo, general-de-exército                                 | 8 de janeiro de 1974    | 15 de março de 1974     | Emílio Garrastazu Médici  |
| 19      | Humberto de Sousa Melo, general-de-exército                                 | 15 de março de 1974     | 27 de setembro de 1974  | Ernesto Geisel            |
| 20      | Antônio Jorge Corrêa, general-de-exército                                   | 4 de outubro de 1974    | 3 de agosto de 1976     | Ernesto Geisel            |
| —       | Paulo Sobral Ribeiro Gonçalves, tenente-brigadeiro-do-ar (interino)         |                         |                         | Ernesto Geisel            |
| —       | Fritz Azevedo Manso, general-de-exército (interino)                         |                         |                         | Ernesto Geisel            |
| 21      | Moacir Barcelos Potiguara, general-de-exército                              | 5 de agosto de 1976     | 27 de outubro de 1977   | Ernesto Geisel            |
| —       | Fritz Azevedo Manso, general-de-exército (interino)                         |                         |                         | Ernesto Geisel            |
| 22      | Tácito Teófilo Gaspar de Oliveira, general-de-exército                      | 27 de outubro de 1977   | 19 de dezembro de 1978  | Ernesto Geisel            |
| —       | Eddy Sampaio Espellet, almirante-de-esquadra (interino)                     |                         |                         | Ernesto Geisel            |
| 23      | José Maria de Andrada Serpa, general-de-exército                            | 20 de dezembro de 1978  | 15 de março de 1979     | Ernesto Geisel            |
| 23      | José Maria de Andrada Serpa, general-de-exército                            | 15 de março de 1979     | 3 de junho de 1979      | João Figueiredo           |
| 24      | Samuel Augusto Alves Corrêa, general-de-exército                            | 18 de junho de 1979     | 17 de janeiro de 1980   | João Figueiredo           |
| 25      | José Ferraz da Rocha, general-de-exército                                   | 17 de janeiro de 1980   | 26 de agosto de 1981    | João Figueiredo           |
| —       | Roberto Änderson Cavalcanti, almirante-de-esquadra (interino)               |                         |                         | João Figueiredo           |
| —       | Leonardo Teixeira Collares, tenente-brigadeiro-do-ar (interino)             |                         |                         | João Figueiredo           |
| 26      | Alacir Frederico Werner, general-de-exército                                | 26 de agosto de 1981    | 14 de janeiro de 1983   | João Figueiredo           |
| —       | Paulo de Abreu Coutinho, tenente-brigadeiro-do-ar (interino)                |                         |                         | João Figueiredo           |
| —       | José Gerardo Theóphilo Albano de Aratanha, almirante-de-esquadra (interino) |                         |                         | João Figueiredo           |
| 27      | Valdir Vasconcelos, tenente-brigadeiro-do-ar                                | 18 de janeiro de 1983   | 15 de março de 1985     | João Figueiredo           |
| —       | José Calvente Aranda, almirante-de-esquadra (interino)                      |                         |                         | João Figueiredo           |
| —       | Bertholino Joaquim Gonçalves Netto, tenente-brigadeiro-do-ar (interino)     |                         |                         | João Figueiredo           |
| —       | José Magalhães da Silveira, general-de-exército (interino)                  |                         |                         | João Figueiredo           |
| —       | Arthur Ricart da Costa, almirante-de-esquadra (interino)                    |                         |                         | João Figueiredo           |
| 28      | José Maria do Amaral Oliveira, almirante-de-esquadra                        | 15 de março de 1985     | 15 de setembro de 1986  | José Sarney               |
| —       | Arthur Ricart da Costa, almirante-de-esquadra (interino)                    |                         |                         | José Sarney               |
| —       | Jorge de Sá Freire de Pinho, general-de-exército (interino)                 |                         |                         | José Sarney               |
| —       | Alfredo Henrique de Berengüer César, tenente-brigadeiro-do-ar (interino)    |                         |                         | José Sarney               |
| —       | Fernando Valente Pamplona, general-de-exército (interino)                   |                         |                         | José Sarney               |
| —       | Luiz Leal Ferreira, almirante-de-esquadra (interino)                        |                         |                         | José Sarney               |
| 29      | Paulo Campos Paiva, general-de-exército                                     | 15 de setembro de 1986  | 14 de setembro de 1987  | José Sarney               |
| —       | Fernando Valente Pamplona, general-de-exército (interino)                   |                         |                         | José Sarney               |
| 30      | Paulo Roberto Coutinho Camarinha, tenente-brigadeiro-do-ar                  | 14 de setembro de 1987  | 20 de junho de 1988     | José Sarney               |
| —       | Hugo Stoffel, almirante-de-esquadra (interino)                              |                         |                         | José Sarney               |
| 31      | Valbert Lisieux Medeiros de Figueiredo, almirante-de-esquadra               | 20 de junho de 1988     | 5 de janeiro de 1990    | José Sarney               |
| 32      | Jonas de Morais Correia Neto, general-de-exército                           | 5 de janeiro de 1990    | 15 de março de 1990     | José Sarney               |
| 32      | Jonas de Morais Correia Neto, general-de-exército                           | 15 de março de 1990     | 19 de abril de 1991     | Fernando Collor           |
| 33      | Antônio Luiz Rocha Veneu, general-de-exército                               | 19 de abril de 1991     | 2 de outubro de 1992    | Fernando Collor           |
| —       | Renato de Miranda Monteiro, almirante-de-esquadra (interino)                |                         |                         | Fernando Collor           |
| —       | Lélio Viana Lobo, tenente-brigadeiro-do-ar (interino)                       |                         |                         | Fernando Collor           |
| —       | Antonio Joaquim Soares Moreira, general-de-exército (interino)              |                         |                         | Fernando Collor           |
| 33      | Antônio Luiz Rocha Veneu, general-de-exército                               | 13 de outubro de 1992   | 16 de abril de 1993     | Itamar Franco             |
| 34      | Arnaldo Leite Pereira, almirante-de-esquadra                                | 16 de abril de 1993     | 1 de janeiro de 1995    | Itamar Franco             |
| 35      | Benedito Onofre Bezerra Leonel, general-de-exército                         | 1 de janeiro de 1995    | 1 de janeiro de 1999    | Fernando Henrique Cardoso |
| 35      | Benedito Onofre Bezerra Leonel, general-de-exército                         | 1 de janeiro de 1999    | 1 de junho de 1999      | Fernando Henrique Cardoso |
| —       | Nelson de Souza Taveira, tenente-brigadeiro-do-ar (interino)                | 1 de junho de 1999      | 10 de junho de 1999     | Fernando Henrique Cardoso |
| Extinto | Extinto                                                                     | 10 de junho de 1999     | 10 de junho de 1999     | Fernando Henrique Cardoso |